# 4122 Ferrari
A 4122 Ferrari (ideiglenes jelöléssel 1986 OA) a Naprendszer kisbolygóövében található aszteroida. Az Osservatorio San Vittore megfigyelői fedezték fel 1986. július 28-án.